# Islamische Literatur

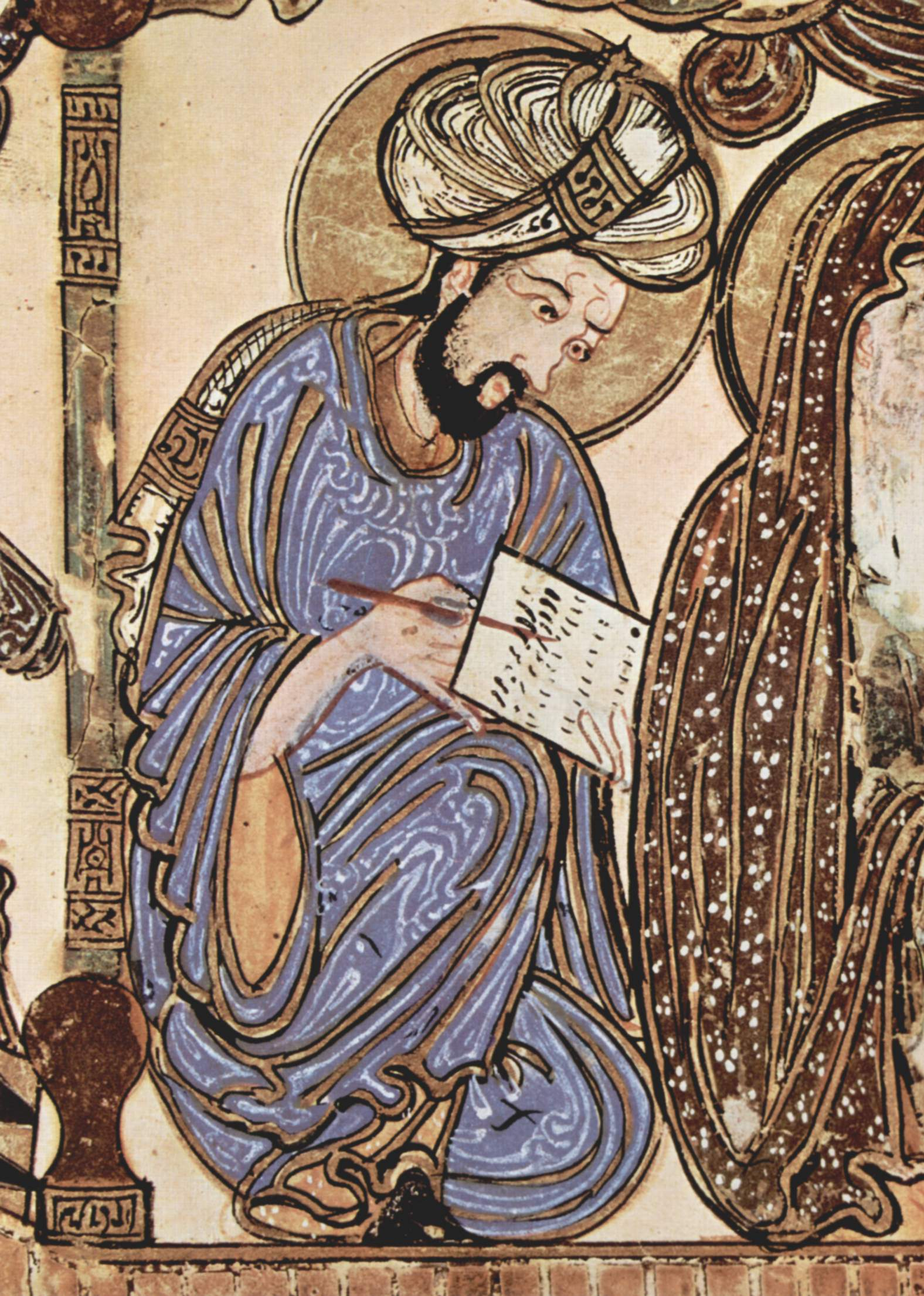
Irakischer Maler von 1287: Autoren in ihrem Milieu, Detail: der Schreiber

Islamische Literatur umfasst die in unterschiedlichen Sprachen aus islamischer Sichtweise verfasste Literatur.

## Geschichte
Die islamische Literatur steht in einer untrennbaren Beziehung zu ihren religiösen Wurzeln. „Alle Dichtung steht im Dienste Allahs oder geschieht zur Ehre des Propheten.“ Eine historische Unterteilung unterscheidet zwischen den Dichtern der Heidenzeit („vorislamische Poesie“) und den Dichtern des Islam. Seit der Abbassidenzeit wurde die islamische Literatur von der poetischen Struktur der Schriften des Quran geprägt. In den islamischen Universitäten sammelte und kommentierte man die Literatur der Vergangenheit in Dīwānen und Anthologien.
In der persischen Dichtung finden sich Übertragungen von Quran- und anderen religiösen Texten in Symbole der Mystik, was jeder poetischen Hervorbringung einen religiösen Hintergrund verleiht. Dies findet in der Literatur der Sufis in der Betonung der Unio mystica einen besonderen Ausdruck. Ähnlich strebte der islamische Dichter Muhammad Iqbal (1877–1938) nach einer Überwindung des Gegensatzes von Gott und Mensch, indem er den Menschen aufforderte, sich als Teilhaber am Weltprozess bewusst zu werden.
Da der Islam eine Aufteilung in einen weltlichen und einen geistlichen Bereich nicht kennt, ist auch eine atheistische Literatur im islamischen Bereich nicht entstanden. Selbst die indizierten Satanischen Verse Salman Rushdies bleiben in diesem Sinn islamische Literatur.

## Der Einfluss islamischer Literatur auf den Westen

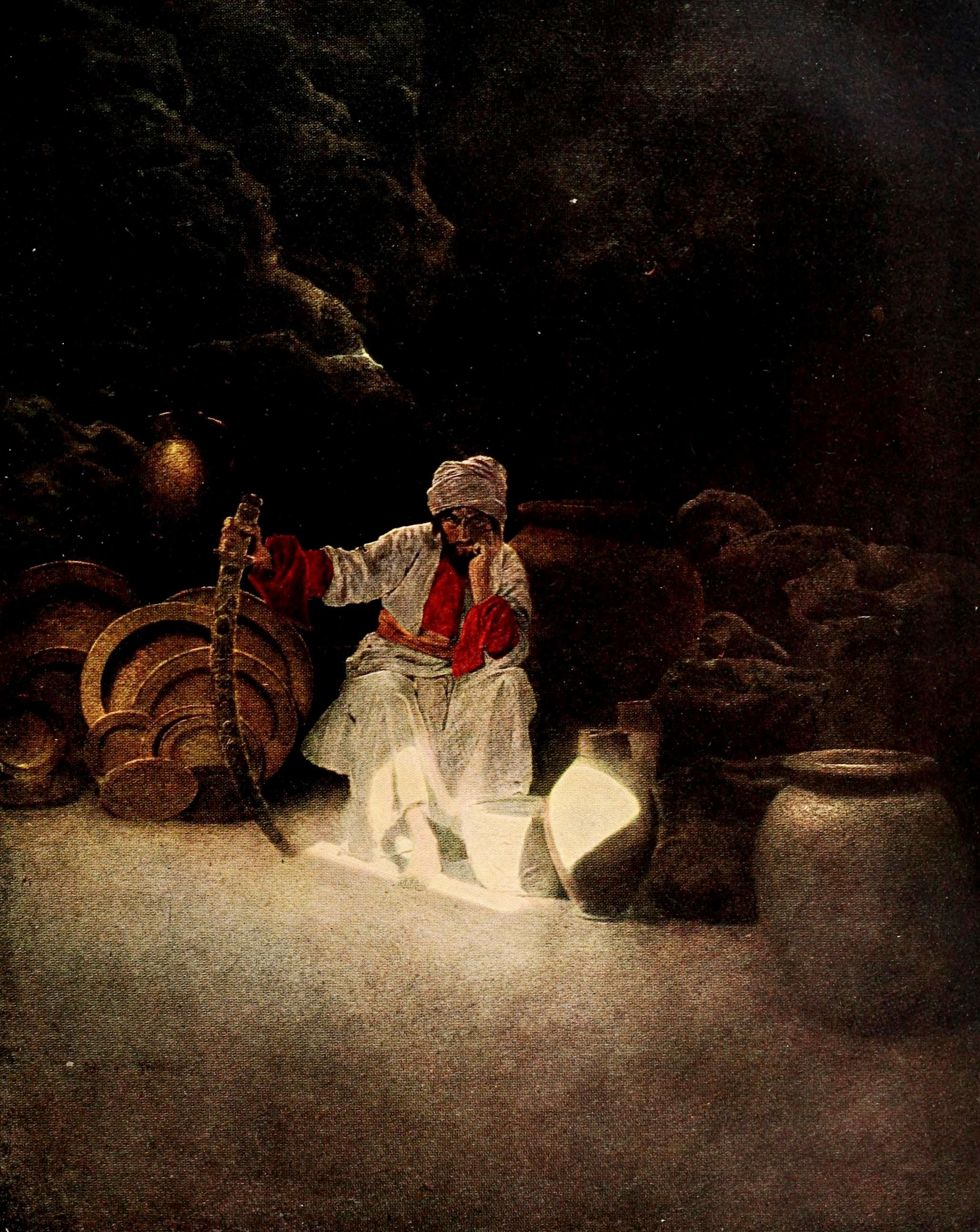
Ali Baba von Maxfield Parrish.

Im Westen hauptsächlich bekannt ist Tausendundeine Nacht, eine Zusammenstellung tradierter Volksmärchen, die von der persischen Königin Scheherazade erzählt werden. Das Werk stammt ursprünglich vermutlich aus Indien, wurde zur Sassanidenzeit zunächst ins Persische und nach der Ausbreitung des Islams in Persien ins Arabische unter dem Titel Alf laila wa-laila übertragen; Anzahl und Arten der Erzählungen variierten dabei von Manuskript zu Manuskript. Diese Märchen und Sagen wurden oft auch „Arabische Nächte“ genannt.
Seit ihrer Übersetzung im 18. Jahrhundert durch Antoine Galland wuchs der Einfluss dieser Literatur auf den Westen. Zahlreiche Nachahmungen entstanden, besonders in Frankreich.
Firdausis „Königsbuch“ Schahname, das iranische Nationalepos, ist ein mythisches Heldenepos der Persischen Geschichte. Amir Arsalan war ein ebenso verbreiteter persischer Mythos.
Ein bekanntes Beispiel arabischer Dichtung und persischer Dichtung im Liebesroman ist Madschnūn Lailā aus der Umayyadenzeit des 7. Jahrhunderts. Eine Tragödie über die Unsterblichkeit der Liebe, deren lateinische Fassung später zur Entstehung des Dramas Romeo und Julia inspirierte.
Ibn Tufail (Abu Bakr) und Ibn an-Nafis gelten als Vorreiter des philosophischen Romans. Ibn Tufail schrieb den ersten arabischen Roman Der Philosoph als Autodidakt (Philosophus Autodidactus) als Antwort auf al-Ghazalis Die Inkohärenz der Philosophen, (Destructio philosophorum), woraufhin ebenfalls Ibn an-Nafis seinerseits einen Roman Theologus Autodidactus verfasste. Die Protagonisten beider Werke (Hayy in Philosophus Autodidactus und Kamil in Theologus Autodidactus) wuchsen als Wolfskinder auf einer einsamen Insel auf, wo sie sich jeweils allein und „autodidaktisch“ bildeten, ein Sujet, das im Übrigen hier als frühestes Beispiel des „Einsame-Insel-Romans“ auftritt. Während nun Hayy in Philosophus Autodidactus mit Tieren zusammen lebt, erweitert sich Kamils Geschichte in Theologus Autodidactus um die Phase des Heranwachsenden und entwickelt sich schließlich zu einem der ersten Science-Fiction-Romane.
Die erste lateinische Übersetzung von Ibn Tufails Philosophus Autodidactus besorgte 1671 Edward Pococke der Jüngere, auf der die englische Übersetzung Simon Ockleys 1708 basierte, sowie weitere in Deutsch und Niederländisch. Diese Übersetzungen sollten Daniel Defoe zur Schöpfung eines der ersten englischen Romane Robinson Crusoe inspirieren. Der Philosophus Autodidactus inspirierte in mehrfacher Weise Rousseaus Emile oder über die Erziehung, ebenso weisen die Wildnisgeschöpfe Mowgli (aus dem Dschungelbuch Rudyard Kiplings) wie Tarzan verwandte Züge auf.
In Dantes Göttlicher Komödie finden sich eine Vielzahl direkter oder indirekter Anleihen von Motiven und Stoffen aus arabischen Werken über die Islamische Eschatologie: Die Hadithe und das Kitab al-Miradsch (ins Lateinische ca. 1264 übertragen als Liber Scale Machometi, „Das Buch von Mohammeds Leiter“), über die Nachtreise des Propheten Mohammed zum Himmel, sowie geistliche Schriften des Ibn Arabi. Die Mauren übten einen nachhaltigen Einfluss auf das Werk George Peeles und William Shakespeare aus. In einigen Stücken spielen Figuren des maurischen Kulturkreises eine Rolle, wie in Peeles Die Schlacht von Alcazar (1594) oder in Shakespeares Der Kaufmann von Venedig, Titus Andronicus oder Othello, wo der Mohr Othello die Hauptrolle spielt. Diese Werke stehen unter dem Einfluss unterschiedlicher maurischer Züge aus dem Marokko des elisabethanischen Englands zu Beginn des 17. Jahrhunderts.